# Altermagnetismus
Altermagnety tvoří skupinu magneticky uspořádaných látek, která je podmnožinou kolineárních magnetik s nulovým celkovým magnetickým momentem. S ohledem na tradiční skupiny magnetik (především feromagnety a antiferomagnety) lze u altermagnetů vysledovat vlastnosti připomínající jednu i druhou uvedenou skupinu. V krystalické mřížce altermagnetické látky se střídají nejen směry magnetických momentů na sousedních atomech, ale také se střídá prostorová orientace atomů v krystalu. Pro laika se tudíž na první pohled tento druh magnetického uspořádání odlišuje od feromagnetismu tím, že předmět z altermagnetu (stejně jako předmět z antiferomagnetu) sám nedrží například na dveřích ledničky. V altermagnetickém krystalu je možné vytvořit spinově polarizovaný elektrický proud, což v běžných kolineárních antiferomagnetech není možné.
Existence altermagnetismu v teoretické rovině byla popsána roku 2019. Roku 2023 čeští vědci popsali tento fyzikální jev na základě experimentů, při nichž potvrdili některé dříve neznámé vlastnosti magnetických materiálů. Výzkum tohoto fyzikálního jevu přinese rozvoj spintroniky a s tím obecně i pokrok nanoelektroniky a teoretické fyziky.